# Adoxia modesta
Adoxia modesta es un coleóptero de la familia Chrysomelidae. Fue descrita científicamente por primera vez en 1888 por Blackburn.